# Izjaju
Izjaju – osiedle typu miejskiego w Rosji, w Republice Komi. W 2010 roku liczyło 1323 mieszkańców.